# Rå (musikgrupp)
Rå är en musikgrupp som blandar folkmusik och pop.

## Medlemmar
- Eleonor Ågeryd (sång)
- Mats Wester (musik, nyckelharpa)
- Py Bäckman (musik och sångtexter)

Mats Wester är tillsammans med Py Bäckman upphovsmannen till gruppen Rå. 
Det är också Wester som är gruppen Nordmans grundare och låtskrivare och Bäckman som skrev texterna till Nordmans tidigare skivor.

## Diskografi

### Album
- De två systrarna (2003)[1]

### Singlar
- Mina ögon (2003)[2]
- Hon är en ängel (2003)[3]